# Death Colosseum
Death Colosseum (グラドルバトル　デスコロシアム　アンダーカヴァーズクライシス) es una película japonesa, del 13 de febrero de 2009, producida por Zen Pictures. Es una película del género tokusatsu, de acción y aventuras, con artes marciales, dirigido por Toru Kikkawa, y protagonizada por Io Shirai y Mio Shirai.
El idioma es en japonés, pero también está disponible con subtítulos en inglés, en DVD o descargable por internet.

## Argumento
Rin Kijima es una agente antivicio que esta infiltrada en el turbio mundo de la lucha libre. Encubierta bajo el nombre de "Ryo Himejima", lleva a cabo su misión luchando en el ring. Rin confía en su entrenado cuerpo y habilidades para la lucha, que ha adquirido en su profesión como agente de la ley, sin embargo, Rin vivirá cada lucha en el ring como un tormento al tener que enfrentarse con fuertes luchadoras. 
Ella no cesará en su empeño de encontrar pistas sobre la mafia organizada que existe en el mundo de la lucha libre, pero los mafiosos empiezan a sospechar que ella es una infiltrada, y ahora corre grave peligro. La próxima lucha en el ring, será a muerte.